# Szászorbó község
Szászorbó község (románul: Comuna Gârbova) község Fehér megyében, Romániában. Központja Szászorbó, beosztott falvai Kerpenyes, Szebenrécse.

## Népessége
A 2011-es népszámlálás adatai alapján a község népessége 2050 fő volt.